# Jo Vandeurzen
Johan Maria Gerardus (Jo) Vandeurzen (ur. 2 czerwca 1958 w Heusden) – belgijski i flamandzki polityk, parlamentarzysta, wicepremier i minister, w latach 2004–2007 przewodniczący partii Chrześcijańscy Demokraci i Flamandowie (CD&V).

## Życiorys
Ukończył studia prawnicze na Katholieke Universiteit Leuven, po czym podjął praktykę w zawodzie prawnika w Beringen. Zaangażował się w działalność Chrześcijańskiej Partii Ludowej (CVP), przekształconej w 2001 w partię Chrześcijańscy Demokraci i Flamandowie. Od 1983 do 1989 był przewodniczącym tego ugrupowania w Genk, następnie członkiem biura krajowego.
W 1993 zastąpił Luca Dhoore w Izbie Reprezentantów. Reelekcję uzyskiwał w kolejnych wyborach parlamentarnych (1995, 1999, 2003 i 2007). Od 1995 zasiada w radzie miejskiej w Genk. Był sekretarzem generalnym CD&V (2001–2004), tymczasowym przewodniczącym (2004), zaś w okresie od października 2004 do grudnia 2007 stał na czele tego ugrupowania. Pod jego przywództwem chadecy zwyciężyli w wyborach samorządowych (2006) i krajowych (2007).
W grudniu 2007 objął urząd ministra sprawiedliwości w tymczasowym rządzie Guya Verhofstadta. W marcu 2008 nowy premier Yves Leterme powierzył mu dodatkowo funkcję wicepremiera oraz ministra ds. reformy instytucjonalnej. Odszedł razem z premierem w grudniu tego samego roku po kryzysie koalicyjnym związanym z rzekomymi naciskami urzędników państwowych na wymiar sprawiedliwości, którym zaprzeczyło parlamentarne śledztwo.
W 2009 Jo Vandeurzen uzyskał wysokie poparcie w wyborach w Regionie Flamandzkim, prowadząc CD&V do wygranej i otrzymując w niderlandzkojęzycznych mediach przydomek „Super Joe”. W tym samym roku został ministrem polityki społecznej, zdrowia i rodziny w regionalnym rządzie Flandrii, kierowanym przez Krisa Peetersa. W 2014 i 2019 ponownie uzyskiwał mandat posła do Parlamentu Flamandzkiego. Pozostał w składzie rządu Geerta Bourgeoisa oraz w przejściowym gabinecie Liesbeth Homans, kończąc urzędowanie w październiku 2019.